# Siguranță în funcționare
În ingineria sistemelor⁠(d), siguranța în funcționare (engleză dependability, franceză sûreté de fonctionnement) este o măsură a disponibilității, fiabilității și mentenabilității sistemului și a performanțelor logisticii de mentenanță, iar în unele cazuri, a altor caracteristici cum sunt durabilitatea, siguranța și securitatea. În ingineria software, siguranța în funcționare este aptitudinea de a oferi servicii care pot fi credibil susținute într-o perioadă de timp. Aceasta poate cuprinde, de asemenea, mecanisme destinate să sporească și să mențină siguranța în funcționare a sistemului sau software-ului.
Comisia Electrotehnică Internațională (IEC), prin Comitetul Tehnic TC 56 dezvoltă și întreține standarde internaționale care furnizează metode și instrumente sistematice pentru evaluarea siguranței în funcționare și managementul echipamentelor, serviciilor și sistemelor pe tot parcursul ciclului de viață al acestora.
Siguranța în funcționare poate fi descompusă în trei elemente:
Atribute - Modalități de evaluare a siguranței în funcționare a unui sistem
Amenințări - înțelegerea problemelor care pot afecta siguranța în funcționare a sistemului
Mijloace - Căile de sporire a siguranței în funcționare a sistemului.

## Istoric
Unele surse susțin că termenul a fost inventat în perioada 1911–1919 în reclamele din presă pentru automobilele Dodge Brothers. Însă termenul este antedatat acelei perioade, Dicționarul Oxford constatând prima sa utilizare în 1901.                    
Deoarece interesul în privința toleranței la defecte și a fiabilității sistemelor a crescut în decadele 1960 și 1970, siguranța în funcționare a devenit o măsură a [x], deoarece măsurile fiabilității au ajuns să cuprindă măsuri suplimentare ca siguranța și integritatea.
În primii ani ai decadei 1980, Jean-Claude Laprie a ales siguranța în funcționare ca termen care să includă studiile asupra toleranței la defecte și fiabilității sistemelor, fără o extindere a semnificației inerente în fiabilitate.
Domeniul siguranței în funcționare  a evoluat de la aceste începuturi spre a fi un domeniu de cercetare activ pe plan internațional, susținut de o serie de conferințe internaționale importante, îndeosebi Conferința Internațională asupra Sistemelor și Rețelelor Sigure în funcționare, Simpozionul Internațional asupra Sistemelor Distribuite Fiabile și Simpozionul Internațional asupra Ingineriei Fiabilității Software.                    
În mod tradițional, siguranța în funcționare a unui sistem include disponibilitatea, fiabilitatea, mentenabilitatea, însă în deceniul anilor 1980 au fost adăugate siguranța (în engleză safety) și securitatea ca măsuri ale siguranței în funcționare.

## Elementele siguranței în funcționare

### Atribute
Atributele sunt calități ale sistemului. Acestea pot fi evaluate pentru a determina siguranța în funcționare globală a sistemului, folosind măsuri calitative sau cantitative. Aviziens et all definesc următoarele atribute ale siguranței în funcționare:

Taxonomia care indică relația dintre Siguranța în funcționare și Securitate și Atribute, Amenințări și Mijloace (după Laprie et al.)

Disponibilitatea  - promptitudinea pentru un serviciu corect
Fiabilitatea - continuitatea unui serviciu corect
Siguranța - absența consecințelor catastrofale asupra utilizatorului/utilizatorilor și mediului ambiant
Integritatea - absența unei modificări improprii a sistemului
Mentenabilitatea - aptitudinea unui proces de a suporta modificări și reparații.
Așa cum au sugerat aceste definiții, numai disponibilitatea și fiabilitatea sunt cuantificabile prin măsurări directe, în timp ce celelalte atribute sunt mai subiective. De exemplu, siguranța nu poate fi măsurată direct prin metrici ci este o evaluare subiectivă care necesită informații hotărâtoare pentru a fi aplicate spre a oferi un nivel de încredere, în timp ce fiabilitatea poate fi măsurată ca defectări în timp.
Confidențialitatea, adică absența divulgării neautorizate de informații este de asemenea folosită când este adresată securitatea. Securitatea este un complex/mix de confidențialitate, integritate și disponibilitate. Securitatea este uneori clasificată ca atribut, însă punctul de vedere curent este de a fi agregată împreună cu siguranța în funcționare și de a trata siguranța în funcționare ca un termen complex denumit siguranță în funcționare și securitate.[3]
În mod practic, aplicarea măsurilor de securitate la aplicațiile unui sistem îmbunătățește în general siguranța în funcționare prin limitarea numărului de erori cu origini exterioare.

### Amenințări
Amenințările sunt fapte care pot afecta sistemul și pot cauza micșorarea siguranței în funcționare.  Există trei termeni principali care trebuie să fie înțeleși în mod clar:
Defect: Un defect (care este denumit de obicei bug — în traducere literală din engleză, gândac) este o deficiență în sistem. Prezența unui defect în sistem poate sau nu să conducă la o avarie/pană. De exemplu, deși sistemul poate să conțină un defect, condițiile sale de intrare și de stare pot să nu determine niciodată ca acest defect să fie executat, astfel încât să apară o eroare; astfel, acel defect particular nu se manifestă niciodată ca avarie/pană.
Eroare : O eroare este o discrepanță între comportarea intenționată a sistemului și comportarea sa reală în interiorul limitelor sistemului. Erorile apar în timpul execuției, atunci când o parte oarecare a sistemului intră într-o stare neașteptată datorită activării unui defect. Deoarece erorile sunt generate de stări nevalabile, ele sunt dificil de observat fără mecanisme speciale, cum sunt depanatoare sau consemnări în jurnale.
Pană: Pana este o împrejurare în timp când un sistem prezintă o comportare care este contrară față de specificațiile sale. O eroare poate să nu cauzeze în mod necesar o pană, de exemplu o excepție poate fi propagată de un sistem, însă aceasta poate fi captată și tratată utilizând tehnici de toleranță la defecte, astfel încât funcționarea generală a sistemului se va conforma specificațiilor.
Este important de observat că penele sunt înregistrate la limitele sistemului. Acestea sunt în esență erori care s-au propagat la limita sistemului și au devenit observabile. Defectele, erorile și penele operează conform unui mecanism. Acest mecanism este cunoscut uneori ca lanțul Defect-Eroare-Pană. Ca regulă generală, un defect activat poate conduce la o eroare (care este o stare nevalabilă), iar starea nevalabilă generată de o eroare poate conduce la altă eroare sau la o pană (care este o abatere observabilă de la comportarea specificată la limita sistemului)
O dată ce un defect este activat este creată o eroare. O eroare poate acționa în același mod ca un defect prin aceea că poate crea alte condiții pentru erori, prin urmare o eroare se poate propaga de multe ori în limitele sistemului fără a cauza o defectare observabilă. Dacă o eroare se propagă dincolo de limitele sistemului se spune că apare  o defectare. O defectare este în esență punctul în care se poate spune că un serviciu nu reușește să satisfacă specificațiile sale. Deoarece datele de ieșire dintr-un serviciu pot fi alimentate în altul, o defectare dintr-un serviciu se poate propaga în alt serviciu ca un defect astfel încât se poate forma un lanț de forma: defect conducând la o eroare care conduce la o defectare care conduce la o eroare etc.

### Mijloace
O dată ce mecanismul lanțului Defect-Eroare a fost înțeles este posibil să se construiască mijloacele pentru a întrerupe aceste lanțuri și astfel să se mărească siguranța în funcționare a sistemului. Au fost identificate patru mijloace până acum:
1. Prevenția
2. Eliminarea
3. Prognoza
4. Toleranța

Prevenția defectelor se ocupă de prevenirea defectelor care sunt încorporate în sistem. Aceasta se poate realiza prin utilizarea metodologiilor de dezvoltare și prin tehnici de implementare bune.
Eliminarea defectelor poate fi subdivizată în două sub-categorii: eliminarea în timpul dezvoltării și eliminarea în timpul utilizării.
Eliminarea în timpul dezvoltării reclamă verificarea astfel încât defectele să poată fi detectate și eliminate înainte ca sistemul să fie pus în producție. O dată ce sistemele au fost puse în producție este necesar să se înregistreze defectările sistemului și acestea să fie eliminate printr-un ciclu de mentenanță.
Prognoza defectelor prezice defectele probabile, astfel încât acestea pot fi eliminate sau efectele lor pot fi zădărnicite.
toleranța la defecte tratează introducerea mecanismelor care vor permite sistemului să livreze totuși serviciul necesar, în prezența defectelor, deși acel serviciu poate fi la un nivel degradat.
Mijloacele siguranței în funcționare urmăresc să reducă numărul de defectări prezentate utilizatorului unui sistem. Defectările sunt de obicei înregistrate în timp și este util să se înțeleagă modul în care este măsurată frecvența lor, astfel încât eficacitatea mijloacelor să poată fi evaluată.

## Siguranța în funcționare a sistemelor informatice și capabilitatea de supraviețuire
Lucrări recente, cum este , asupra siguranței în funcționare beneficiază de sisteme informatice structurate, de exemplu SOA (Service-Oriented Architecture - Arhitectura software bazată pe servicii), pentru a introduce o aptitudine mai eficientă, capabilitatea de supraviețuire, luând astfel în considerare serviciile degradate pe care un sistem informatic le susține sau le reîncepe după o pană nemascabilă.
Flexibilitatea cadrului de lucru încurajează arhitecții de sisteme să permită mecanisme de reconfigurare care să re-focalizeze resursele sigure, disponibile, pentru a susține resursele cele mai critice, mai degrabă decât o supra-aprovizionare pentru a construi un sistem cu protecție împotriva penelor.
O dată cu generalizarea sistemului informatic în rețea a fost introdus termenul accesibilitate pentru a da o importanță mai mare experienței utilizatorilor.
Pentru a lua în considerare nivelul de performanță, măsurarea capabilității de performanță este definită  prin cuantificarea „faptului cât de bine sistemul-obiect performează în prezența defectelor pe o perioadă de timp specificată.”